# Amirafra
Amirafra är ett släkte i familjen lärkor inom ordningen tättingar. Arterna förekommer i Afrika söder om Sahara. Släktet omfattar följande arter: 
- Halsbandslärka (A. collaris)
- Angolalärka (A. angolensis)
- Kanellärka (A. rufocinnamomea)

Tidigare inkluderades de i Mirafra, men genetiska studier från 2023 visar att det släktet kan delas upp i fyra klader som är förhållandevis gamla, äldre än flera andra släkten i familjen. Författarna rekommenderar därför att Mirafra delas upp i flera släkten, däribland Amirafra. Denna linje följs här.